# Jaan Toomla
Jaan Toomla (bis 1936 Torokoff, * 8. Mai 1929 in Palamuse; † 8. Juni 2007 in Tallinn) war ein estnischer Literaturkritiker und Verleger.

## Leben
Toomla schloss 1950 die Schule in Tartu ab und studierte anschließend an der Universität Tartu Estnische Philologie. Nach seinem Abschluss trat er eine Aspirantur am Institut für Sprache und Literatur (estn. Keele ja Kirjanduse Instituut) der Estnischen Akademie der Wissenschaften, dem Vorläufer des heutigen Instituts für Estnische Sprache und des Under und Tuglas Literaturzentrums in Tallinn, an (1957–1960). Kurzzeitig arbeitete er als Wissenschaftler und Archivar am Estnischen Literaturmuseum in Tartu, bevor er 1964 einen Posten beim Estnischen Staatsverlag antrat. Bis 1975 war er dort Leiter der Abteilung für estnische Literatur, von 1975 bis 1991 stellvertretender Direktor. Von 1992 bis 1996 war er Berater an der Estnischen Nationalbibliothek.
Toomla war von 1961 bis 1990 Mitglied der KPdSU.

## Werk
Neben seiner verlegerischen Tätigkeit war Toomla als Herausgeber von Sammelbänden, literaturhistorischen Werken und bibliophilen Almanachen aktiv. In späteren Jahren stellte er auch Nachschlagewerke zu Politikerinnen und Politikern zusammen. Außerdem übersetzte er Sachbücher aus dem Russischen.

## Auszeichnungen
- 1975 Verdienter Kulturschaffender der ESSR

## Bibliografie (Auswahl)

### Monografien
- Esimene üliõpilaslaulupidu. Fotoalbum. [Tartu: Tartu Riiklik Ülikool] 1957. 50 S.
- Vaateid Vilde elusse. Lühiuurimusi Eduard Vilde 100 aasta sünnipäeva puhul. Tallinn: Eesti Raamat 1965. 304 S.
- Võidulaul. Eesti nõukogude poeetide võidupäeva luulet = Победная песня. Стихотворения эстонских советских поэтов о победе. Illustreerinud Avo Keerend. Tallinn: Eesti Raamat 1985. 42 S.
- Valitud ja valitsenud. Eesti parlamentaarsete ja muude esinduskogude ning valitsuste isikkoosseis aastail 1917–1999. Tallinn: Eesti Rahvusraamatukogu 1999. 474 S.